# 第11回インド国際映画祭
第11回インド国際映画祭（だい11かいインドこくさいえいがさい、11th International Film Festival of India）は、1987年1月10日から同月24日までニューデリーで開催された。この年に「インド・メインストリーム部門」が創設され、1986年にアカデミー国際長編映画賞インド代表作品に選出された『Swathi Muthyam』が同部門で上映された。

## 受賞結果
- 長編映画部門金孔雀賞：『Proshal Zelen Leta』 - エルヤル・イシュムカメドフ
- 短編映画部門金孔雀賞：受賞作なし
- 男優賞：ラグビール・ヤーダヴ - 『Massey Sahib』[4]
- 女優賞（英語版）：フェルナンダ・トーレス - 『Love Me Forever or Never』[5]